# Sumiki pancerne

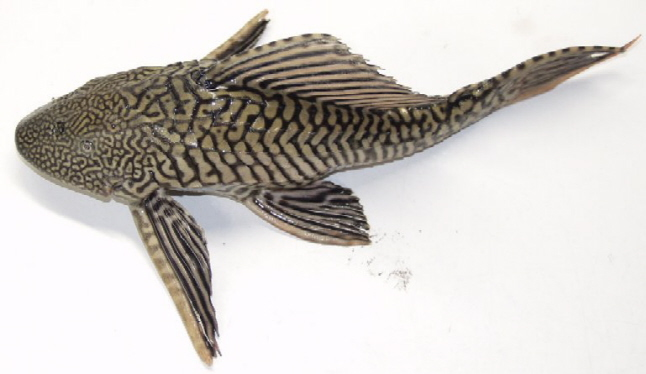
Pterygoplichthys sp. z rodziny zbrojników

Sumiki pancerne, kiryśnikowate – używana głównie w akwarystyce zbiorcza nazwa 3 rodzin słodkowodnych ryb z rzędu sumokształtnych:
- kirysowate (Doradidae) – kirysy
- kiryskowate (Callichthyidae) – kiryski
- zbrojnikowate (Loricariidae) – zbrojniki (kiryśniki)

Występują głównie w wodach słodkich Ameryki Środkowej i Południowej. Charakteryzują się mocnym pancerzem utworzonym z płytek kostnych.
Przykładowe gatunki:
- kirysek pstry (Corydoras paleatus)
- kirysek szmaragdowy (Brochis coeruleus)
- kiryśnik czarnoplamy (Megalechis thoracata)